# 羅切斯特鎮區 (密蘇里州安德魯縣)
羅切斯特鎮區（英語：Rochester Township）是位於美國密蘇里州安德魯縣的一個行政鎮區。

## 地方資料
羅切斯特鎮區的面積為144.97平方千米，當中陸地面積為143.49平方千米，而水域面積為1.48平方千米。根據2020年美國人口普查的數據，當地共有人口1214人，而人口密度為每平方千米8.37人。